# Caimito (Cuba)
Caimito es un pueblo y municipio de la Provincia de Artemisa en Cuba ubicado en el noreste de la misma en la Carretera Central.
El poblado fue fundado en el año 1820. Hasta finales de 2010 perteneció a la antigua Provincia de La Habana. Posee una extensión territorial de 239,5 kilómetros cuadrados y un estimado de 41.570 habitantes (2017). Fue conocido entre 1910 y 1976 con el nombre de Caimito del Guayabal.
A la llegada de los españoles, la zona formaba parte del Cacicazgo de Marien. Abundantes piezas arqueológicas encontradas así lo atestiguan, sobre todo en los márgenes y desembocaduras de los Ríos Banes y Salado. Su nacimiento está íntimamente vinculado a la aparición del Camino a Vuelta Abajo .
El municipio se denominó inicialmente Guayabal, fundado como término municipal de la Provincia de Pinar del Río en 1879. No obstante el propio poblado de Caimito, situado el la frontera del término municipal de Guayabal pertenecía al término de Bauta en la Provincia de La Habana y anteriormente a la Jurisdicción de San Antonio de los Baños 
En 1901 se abolió el municipio de Guayabal y su territorio se incorporó a Bauta. En 1910 se recreó el municipio con el nombre de Caimito del Guayabal y cabecera en el poblado de Caimito, dentro de la antigua Provincia de La Habana. En Guayabal tuvo una plantación de azúcar la Francisco Sugar Company, de Allen Dulles.
El actual municipio de Caimito incluye también los poblados de Ceiba del Agua y Vereda Nueva (antes de 1963 parte de San Antonio de los Baños), así como los de Guayabal, Aguacate, Banes, Habana Libre, Comunidad Genética del Oeste, Comunidad Los Naranjos y la Playa de El Salado.
El santo patrón del Municipio es la Virgen de la Caridad del Cobre en cuyo honor se celebraban fiestas y verbenas.
Vega piensa en el 7 - rojo